# Apeba antiqua
Apeba antiqua là một loài bọ cánh cứng trong họ Cerambycidae.